# Institut für Weltevangelisierung – ICPE-Mission
Das Institut für Weltevangelisierung – ICPE Mission (en.: ICPE – Institute for World Evangelisation, it.: Istituto Cattolico per l’Evangelizzazione) ist eine, in die charismatische Bewegung eingebundene, internationale Vereinigung von Gläubigen päpstlichen Rechts. Die Laienorganisation widmet sich schwerpunktmäßig der Missionsarbeit. Es wurde 1985 auf Malta gegründet und 2002 päpstlich anerkannt. Die Aktivitäten werden weltweit in 10 Zentren, die sich auf insgesamt 50 Länder verteilen, koordiniert.

## Geschichte
Im April 1979 erlebte Mario Capello in Lausanne eine geistliche Inspiration, die er nach seiner Rückkehr nach Malta als einen von Gott vorgezeigten Weg verstand. In seiner Vision war er davon beseelt eine internationale evangelisierende geistliche Gemeinschaft zu gründen. Mit Unterstützung der „Glory of God International Covenant Community“ gründeten Mario und dessen Ehefrau Anna Capello 1985 das „Institut für Weltevangelisierung“, welches zum missionarischen Zweig der Charismatischen Bewegung wurde. Am 19. Mai 2002 erhielt die ICPE-Mission das päpstliche Anerkennungsdekret vom Päpstlichen Rat für die Laien.

## Selbstverständnis
Die ICPE-Mission ist der missionarische Zweig einer größeren Gemeinschaft, der „Glory of God International Covenant Community“. Sie besteht aus vollzeitlichen, zusammen lebenden Laien, die die Arbeit in der Mission fördern und unterstützen wollen. Dieses soll durch eine effektive Ausbildung der Laienmissionare erfolgen, die ihr Wissen in Projekten und Missionseinsätzen einsetzen können. Das Institut führt Schulen, Exerzitien und Seminare zu einem weiten Spektrum von Themen durch, die sich sowohl mit dem christlichen Leben als auch mit praktischem Training in Mission und humanitären Diensten befassen. Hierzu bietet es christliche Ausbildung an, die im Glauben und Leben integriert sind und ist bestrebt auf konkrete Lebenssituationen zu reagieren und unsere neue Zeit zu präsentieren.

## Organisation und Ausweitungen

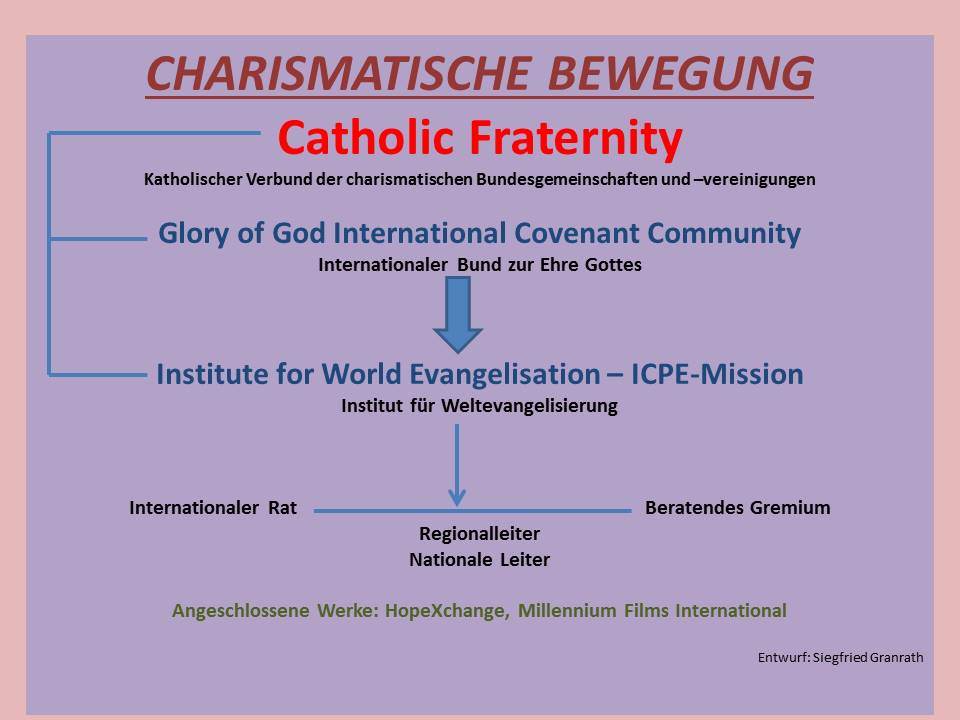
Institut für Weltevangelisierung in der charismatischen Bewegung

Das Institut für Weltevangelisierung ist eine weitverzweigte Laienmissionsorganisation, sie ist Mitglied in der großen Gemeinschaft „Glory of God International Covenant Community“ (GOGICC) und ist deren missionarisches Werk. Die GOGICC ist Mitglied im Katholischen Verbund der charismatischen Bundesgemeinschaften und -vereinigungen. Die Mitgliedsstruktur untergliedert sich in:
- Lokale ortsfeste Kommunitäten, hierzu gehören Kommunitäten in Polen (Lublin), Indonesien (Jakarta), Italien (auf Sizilien), Australien (Sydney), Singapur und Malta.
- Missionskommunitäten, diese gibt es derzeit in Deutschland, Neuseeland, Indien, Südkorea, Ghana, USA, Malta, Singapur, Italien, Kolumbien, Malaysia und auf den Philippinen beheimatet. Die Anzahl der Missionskommunitäten ist schwankend und ist abhängig von Missionsprojekten und Aktivitäten in den verschiedenen Ländern.
- die der befreundeten Organisation, sie arbeiten mit den Missionskommunitäten zusammen und unterstützen die Missionstätigkeiten vor Ort.

Die internationale Leitung von ICPE – Mission liegt in der Hand des „Internationalen Rates“, dessen Präsident Mario Capello ist, sie besteht aus gewählten und berufenen Mitgliedern. Ihm zur Seite steht ein internationales Gremium aus den nationalen Leitern und den Leitern der verschiedenen Missionsdienste und Missionswerke. Das Institut fördert und unterhält mehrere Missionsdienste und -werke: Missio Ad Gentes, HopeXchange (Unterstützung und Entwicklung von Menschen und Gerechtigkeit), Womans to Womans (Würde der Frau), Millennium Films International (Medienprodukte), Creative Communications Ministry (Ausbildung in bildender und darstellender Kunst), Abundant Life Ministries (Schulungen im pastoralen Bereich).